# Kostas Paskalis
Kostas Paskalis (Grieks: Κώστα Πασχάλη) (Livadeia, 1 september 1929 - Athene, 9 februari 2007) was een Grieks operazanger. Hij gold in zestiger en zeventiger jaren als een van de beste baritons van de wereld.
Paskalis studeerde de piano aan het conservatorium in Athene, nam gelijktijdig zanglessen en debuteerde in 1951 in de opera van Athene in de hoofdrol als Giuseppe Verdi's Rigoletto, dat een van zijn mooiste opvoeringen bleef. In 1958 zong hij voor de eerste keer in de Wiener Staatsoper. Deze opera bleef hij altijd trouw tijdens zijn internationale loopbaan. Verder had hij succes aan het Teatro alla Scala, in het Royal Opera House Covent Garden in Londen en aan de Metropolitan Opera in New York. Hij was ook geregeld te gast bij festivals in Glyndebourne en werkte in 1966 mee aan de première van Hans Werner Henzes Die Bassariden bij het festival in Salzburg.
Paskalis blonk met name uit in het dramatische vak, zoals:
- Marquis Posa in Giuseppe Verdi's Don Carlos,
- Graaf Luna in Giuseppe Verdi's Il trovatore
- Rigoletto in Giuseppe Verdi's Rigoletto
- Nabucco in Giuseppe Verdi's Nabucco
- Scarpia in Giacomo Puccini's Tosca
- Tonio in Ruggiero Leoncavallo's I Pagliacci

Zijn krachtige donkere stem voelde zich het beste in het midden-lage gebied. In de hoogte moest zijn stem vaak forceren. Het robuuste orgaan was voor Wolfgang Amadeus Mozarts Don Giovanni, die hij desalniettemin telkens weer zong, niet flexibel genoeg, en voor de Escamillo in Georges Bizets Carmen, dat hij tot zijn belangrijkste partijen rekende, niet diep genoeg. Maar deze technische gebreken werd door zijn daadwerkelijke imposante aanwezigheid opgelost.
Kostas Paskalis was met de Sopraan Marina Krilovici getrouwd. Hij werd tot huiszanger benoemd van de Wiener Staatsoper en werkte in de tachtiger jaren als directeur van de opera van Athene. Tegen het einde van zijn loopbaan onderwees hij in Wenen een nieuwe generatie zangers. Hij woonde in Kifissia, Athene.

## Discografie
CD
- Bizet: Carmen met Grace Bumbry en Jon Vickers onder leiding van Rafael Frühbeck de Burgos
- Verdi: Rigoletto met Luciano Pavarotti onder leiding van Carlo Maria Giulini

Video
- Verdi: Macbeth met Josephine Barstow onder leiding van John Pritchard

- Biblioteca Nacional de España: XX1318293
- Bibliothèque nationale de France: cb13922278h (data)
- Gemeinsame Normdatei: 133596532
- International Standard Name Identifier: 0000 0000 8183 332X
- Library of Congress Control Number: n82224917
- MusicBrainz: a48ca4fc-8652-42bf-8987-4a5028b897c7
- Nationale Bibliotheek van Tsjechië: xx0090371
- Nationale Bibliotheek van Israël: 987007273104805171
- Nederlandse Thesaurus van Auteursnamen: 149144156
- Système universitaire de documentation: 156087200
- Virtual International Authority File: 114936625
- WorldCat: E39PBJbRdmD36q7t3DfjXp4Qbd